# Bekawan
Bekawan is een bestuurslaag in het regentschap Indragiri Hilir van de provincie Riau, Indonesië. Bekawan telt 3857 inwoners (volkstelling 2010).